# Camilla Guerrieri
Camilla Guerrieri (1628 – dopo il 1693) è stata una pittrice italiana. È stata definita la prima pittrice di corte della famiglia Medici.

## Biografia
Originaria del ducato di Urbino, fu avviata all'arte dal padre Giovan Francesco Guerrieri, che scelse di contare su di lei per l'ultima parte della propria vita. Quando Vittoria della Rovere si trasferì da Pesaro a Firenze per divenire granduchessa consorte di Toscana, portò con sé come pittrice Camilla, che all'epoca era già sposata con il castellano della rocca di Pesaro. Il servizio dell'artista presso la corte medicea durò un ventennio. Quando morì Vittoria, Camilla divenne beneficiaria di un vitalizio da parte dei granduchi. Tornò a Pesaro, dove si risposò e aprì una bottega. Morì nella parrocchia di San Terenzio.
Un volume monografico le è stato dedicato nel 1999, prima e dopo del quale sono comparsi altri studi.